# Epectaptera miniata
Epectaptera miniata là một loài bướm đêm thuộc phân họ Arctiinae, họ Erebidae.